# Kyōko Nagatsuka
Kyōko Nagatsuka (jap. 長塚京子 Nagatsuka Kyōko; ur. 22 lutego 1974) – tenisistka japońska, zwyciężczyni dwóch turniejów zawodowych w grze podwójnej, medalistka igrzysk azjatyckich, reprezentantka w Pucharze Federacji, olimpijka.
Praworęczna Japonka była w połowie lat 90. zawodniczką szerokiej czołówki światowej i trzecią rakietą swojego kraju za Kimiko Date i Naoko Sawamatsu. W 1995 zajmowała najwyższe w karierze miejsca rankingowe – 28. w grze pojedynczej (w sierpniu 1995) i 31. w grze podwójnej (w czerwcu). Dwukrotnie dochodziła do 1/8 finału w turniejach wielkoszlemowych – w 1995 w Australian Open wyeliminowała kolejno Barbarę Schett, Martinę Hingis (pierwsza porażka w Wielkim Szlemie rozpoczynającej karierę Szwajcarki) i Amy Frazier (nr 14 rozstawienia), a uległa w trzech setach Natalli Zwierawej (nr 8 rozstawienia); również w 1995 była w 1/8 finału French Open (uległa Gabrieli Sabatini). W 1994 Nagatsuka grała w finałach turniejów w Pekinie i Tajpej, w 1995 doszła do finału w Portoryko. Nie udało się jej jednak wygrać żadnego turnieju w singlu. Wśród zawodniczek przez nią pokonanych oprócz wymienionych wyżej były także m.in. Lindsay Davenport (w 1992 w Key Biscayne, Amerykanka miała wówczas niespełna 16 lat), Amanda Coetzer (turniej Nichirei w Tokio w 1992), Irina Spîrlea, Meghann Shaughnessy. Nagatsuka wygrała także jedyny pojedynek z Polką Katarzyną Nowak, natomiast z Magdaleną Grzybowską poniosła porażkę (w finale turnieju niższej rangi w Santa Clara w 1997).
Dwa zwycięstwa turniejowe Nagatsuka odniosła w deblu. Jej pierwszym znaczącym wynikiem był finał turnieju w Tokio (Japan Open) w 1993 w parze z Chinką Li Fang. W latach 1994–1996 tworzyła parę z rodaczką Ai Sugiyamą – wspólnie wygrały turniej w Hobart w 1995 (w finale z czołowymi deblistkami Manon Bollegraf i Łarysą Sawczenko-Neiland), były w finałach w Surabaya (1994) i Tokio (Japan Open, 1995), ćwierćfinale w Miami (1995). Wystąpiły razem także na igrzyskach olimpijskich w Atlancie w 1996, kończąc jednak start już na I rundzie. Nagatsuka i Sugiyama dołożyły ponadto ważny punkt do historycznego zwycięstwa Japonii nad Niemcami w Pucharze Federacji w lipcu 1996, pokonując w trzech setach Anke Huber i Steffi Graf (pozostałe dwa punkty zdobyła Kimiko Date w singlu). Nagatsuka nie miała szczególnie udanego bilansu w rozgrywkach Pucharu Federacji, punkt zdobyty na Niemkach był jednym z zaledwie dwóch jej zwycięstw w sześciu występach. Drugie zwycięstwo turniejowe w deblu Japonka odniosła w parze z Indonezyjką Yayuk Basuki.
Po 1996 nie nawiązała już do swoich najlepszych wyników. W połowie 1998, kiedy pozycja rankingowa zmuszała ją do walki nawet w eliminacjach do turniejów niższej kategorii niż WTA Tour, zakończyła karierę sportową. Jej zarobki zawodowe na korcie osiągnęły niemal pół miliona dolarów.
Wygrane turnieje (wszystkie w grze podwójnej):
- 1995 Hobart (z Ai Sugiyamą)
- 1996 Hobart (z Yayuk Basuki)

Finały turniejowe:
- gra pojedyncza:
  - 1994 Pekin, Tajpej
  - 1995 Portoryko
- gra podwójna:
  - 1993 Tokio (Japan Open, z Li Fang)
  - 1994 Surabaya (z Ai Sugiyamą)
  - 1995 Tokio (Japan Open, z Ai Sugiyamą)